# Loonslaaf

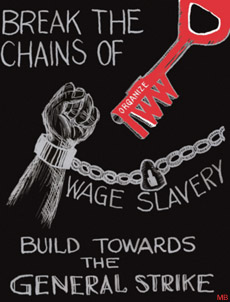
Oproep tot het beëindigen van loonslavernij

Loonslaaf is een typering die een bepaald aspect van de loonarbeider uitdrukt, en wel diens afhankelijkheid van de loonarbeid. De term stamt uit de eerste helft van de 19e eeuw.
Het begrip werd voor het eerst gedocumenteerd in 1836, toen loonarbeid nog een betrekkelijk nieuw verschijnsel was. Men kende in grote delen van de wereld nog de slavernij, en in Rusland bestonden nog horigen. Ambachtslieden waren kleine zelfstandigen, en daarnaast waren er knechten, trekarbeiders, losse en seizoensarbeiders en dergelijke. Voorts bestond huisarbeid.
De opkomende Industriële revolutie leidde ertoe dat de zich ontwikkelende industrie grote aantallen arbeiders nodig had om in de fabrieken te werken op een meer regelmatige basis. Aangezien het werk in deze bedrijven allerminst prettig en vaak onveilig en ongezond was, en de lonen laag waren, moest er enige druk zijn om de mensen hiertoe "vrijwillig" te bewegen, aangezien de mensen niet de plicht hadden om er te gaan werken, zoals bij horigheid het geval zou zijn. Dit drukmiddel was uiteraard armoede.
Onder meer Karl Marx en geestverwanten bestudeerden en beschreven dit nieuwe verschijnsel, dat pas sinds het einde van de 18e eeuw - en dan vooralsnog alleen in Engeland - zichtbaar werd, en constateerden dat de arbeider werd gerekruteerd uit de dagloners en thuiswerkers van het platteland die tot dan toe hun bestaansmiddelen vaak hadden aangevuld met de opbrengst van een stukje land, het weiden van schapen, en dergelijke. Nadat deze mensen, veelal door grootgrondbezitters, door allerlei beperkende maatregelen in hun bestaan op het platteland ernstig werden bedreigd ontstond de trek naar de stad. Het enige wat ze daar konden aanbieden was hun arbeid, die ze in concurrentie met velen moesten verkopen om in leven te blijven. Daardoor namen zij genoegen met uiterst slechte arbeidsomstandigheden, lage beloningen en een uitzichtloos bestaan in ongezonde krottenwijken.
Het begrip loonslaaf drukt dus het lot uit van een groep mensen die formeel vrij zijn om te kiezen, maar die niet over productiemiddelen beschikken en wie geen andere keus wordt opengelaten dan die voor een uitzichtloos bestaan onder verhoudingen die aspecten van slavernij vertonen.
Als reactie op deze ontwikkeling kwamen uiteindelijk de vakbonden op en verbeterden de arbeidsomstandigheden. Historisch gezien hebben veel socialistische organisaties en activisten ook arbeiderszelfbestuur of arbeiderscoöperaties omarmd als mogelijke alternatieven voor loonarbeid.